# Sânger (pește)
Sângerul sau fitofagul, crapul argintiu (Hypophthalmichthys molitrix) este un pește fitoplanctonofag din familia ciprinidelor de peste un metru, din apele mari curgătoare dulcicole din Extremul Orient. A fost introdus în Europa, unde se crește în heleșteie și iazuri.

## Distribuția geografică
Este un pește originar din China și Siberia de Est de la Amur până la Xijiang (China). A fost introdus în întreaga lume (inclusiv în România și Republica Moldova) pentru acvacultură și controlul proliferării algelor. Se crește în heleșteie și iazuri. În Europa a fost introdus pe scară largă, mai ales în Europa de Est. În România a fost adus în anul 1960, în stadiul de pui, fiind aclimatizat în apele naturale și, în special, în iazuri și heleșteie.

## Descriere
Are o lungime obișnuită de 35–45 cm, maximală 110 cm; greutatea maximală 50 kg. Poate trăi 20 ani.
Corpul este moderat alungit, înalt, ușor comprimat lateral. Spatele ușor bombat. Partea abdominală este rotunjită. Capul este mare (mai mic decât la novac), lat, ascuțit, neacoperit de solzi, și botul rotunjit. Gura mare, orientată ușor în sus, oblică, cu buze subțiri și fără dinți. Are dinți faringieni mari, lățiți, situați într-un singur rând, câte 4 de fiecare parte; ei servesc la sfărâmarea, dar mai ales la măcinarea hranei, formată din plancton. Ochii sunt mici, distanțați și deplasați în jos, cu marginea inferioară a orbitei aflată la colțul din spate a gurii (mai sus și mai aproape decât la novac). O creastă (carenă) ascuțită se întinde pe partea ventrală, de sub opercul până la înotătoarea anală.
Înotătoarea dorsală cu baza scurtă este situata în urma înotătoarelor ventrale, iar înotătoarea anală în urma înotătoarei dorsale. Înotătoarea caudală este puternic scobită, lobii având extremitățile ascuțite. Înotătoarele pectorale, ventrale și pedunculul caudal sunt mai scurte decât la novac.
Corpul este acoperit cu solzi mici și caduci. Linia laterală este curbată în jos în partea anterioară și rectilinie în partea posterioară.
Membranele branhiale sunt sudate între ele și formează un pliu mare peste istm. Branhiospinii sunt foarte lungi, subțiri și concrescuți în formă de sită.

## Colorația
Coloritul spatelui este cenușiu-verzui sau negru cenușiu; laturile sunt argintii, uneori cu numeroase puncte negre, iar abdomenul albicios. Înotătoarele pectorale, ventrale și anală sunt cenușiu întunecate, ușor gălbui. Înotătoarea dorsală și caudală sunt cenușii, cu o tentă gălbuie. Coloritul corpului este mult mai deschis comparativ cu novacul. Irisul ochilor este argintiu.

## Hrana
Hrana constă mai ales din fitoplancton (95%), mai rar din zooplancton (5%). Spre deosebire de crap, această specie consumă toată viața plancton și, destul de rar, insecte și moluște mici. Peștii mai mari de 1,5 cm se hrănesc numai cu fitoplancton (diatomee, alge verzi, alge albastre-verzi etc.), în timp ce larvele și puietul cu zooplancton. Intestinul este foarte lung, de 10 ori mai lung decât corpul.

## Reproducerea
Depune icrele primăvara prin aprilie-mai în masa apei în plin curent, când migrează în partea superioară a râurilor. În Europa se reproduce în special artificial, în luna iunie. Depunerea icrelor are loc de obicei în primele ore ale dimineții și este foarte zgomotoasă, peștii sărind afară din apă.
În România devine matur sexual la vârsta de 8-9 ani și se reproduce numai în stațiile de reproducere artificială. Se practica tot mai frecvent reproducerea naturală dirijată după o prealabilă stimulare cu extracte hormonale (agenți estrogeni).
Icrele sunt pelagice și au diametrul de 0,7-1,0 mm și o culoarea cenușiu-verzui. După hidratare, diametrul icrelor devine 3,5-4,5 mm. O femelă depune în medie 500.000 icre sau 100.000 - 150.000 icre/kg.

## Creșterea
Singerul crește repede, cu mult mai repede decât alți pești din România. Astfel, la vârsta de 1 an ajunge la 700 g, la 2 ani la 2 kg, iar la 3 ani la 4 kg.

## Importanța economică
Singerul are o valoare mare economică, având un ritm de creștere accentuat. Are o carne foarte gustoasă, bogată în grăsimi (până la 13% și chiar 23%). Hrănindu-se cu plancton, această specie nu este concurentă la hrana crapului,  care consumă în special, hrană de pe fund dar in schim este concurenta cu hrana puietului de peste. Sângerul consumă plancton vegetal, asigurând o mai bună valorificare a potențialului trofic al bunurilor piscicole, a vegetației dezvoltate în exces. In unele tari europene este strict interzisa pastrarea capturilor!!!